# Штурвал

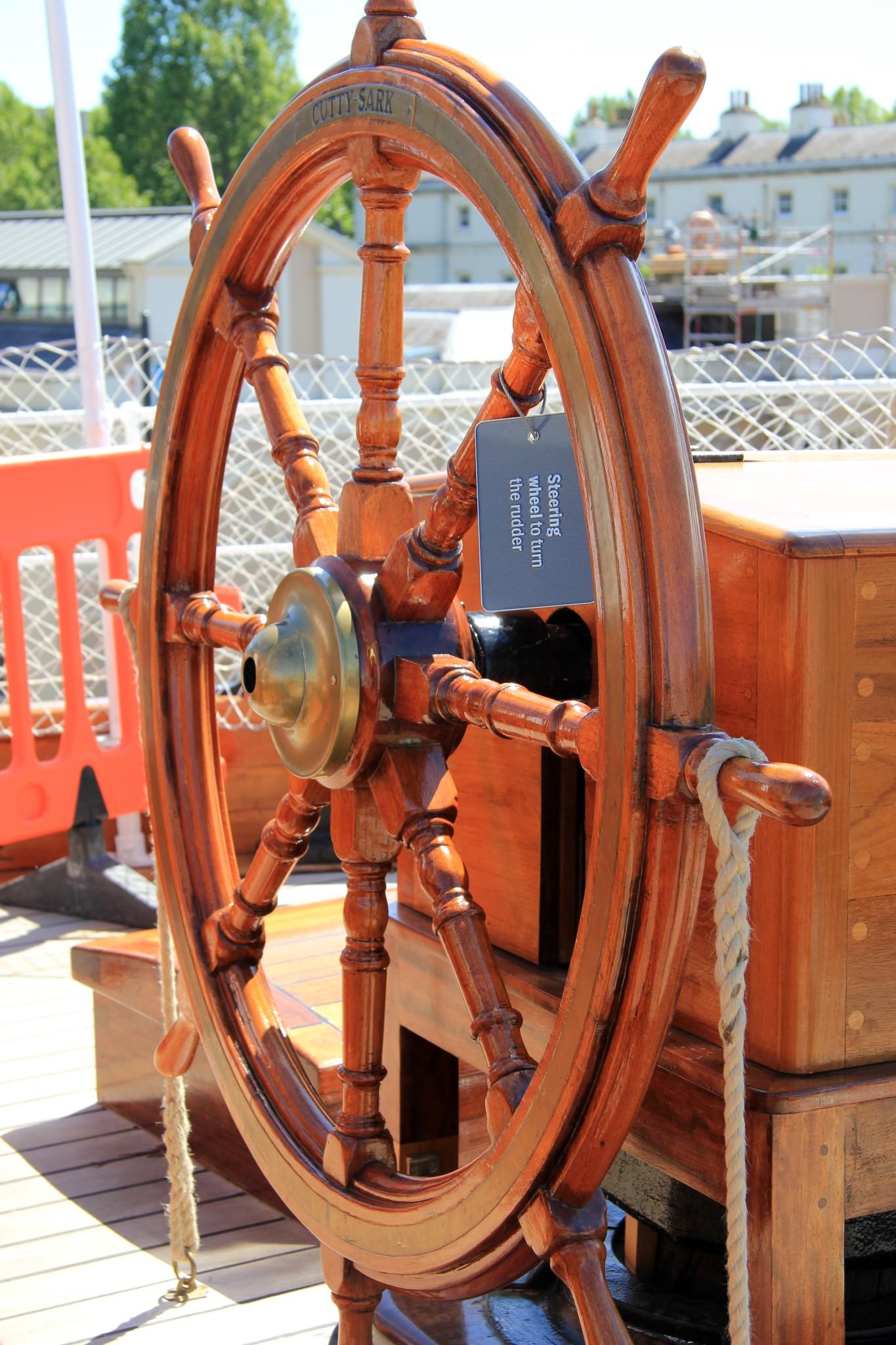
Штурвал 3-мачтового композитного парусного клипера XIX века «Катти Сарк», построенного в 1869 году

Штурва́л (стю́ррат) (от нидерл. stuurwiel, от stuur — «руль», wiel — «колесо»; также устаревшее морское stuurrad) — устройство управления движением плавсредства или летательного аппарата по курсу.

## Судовой штурвал

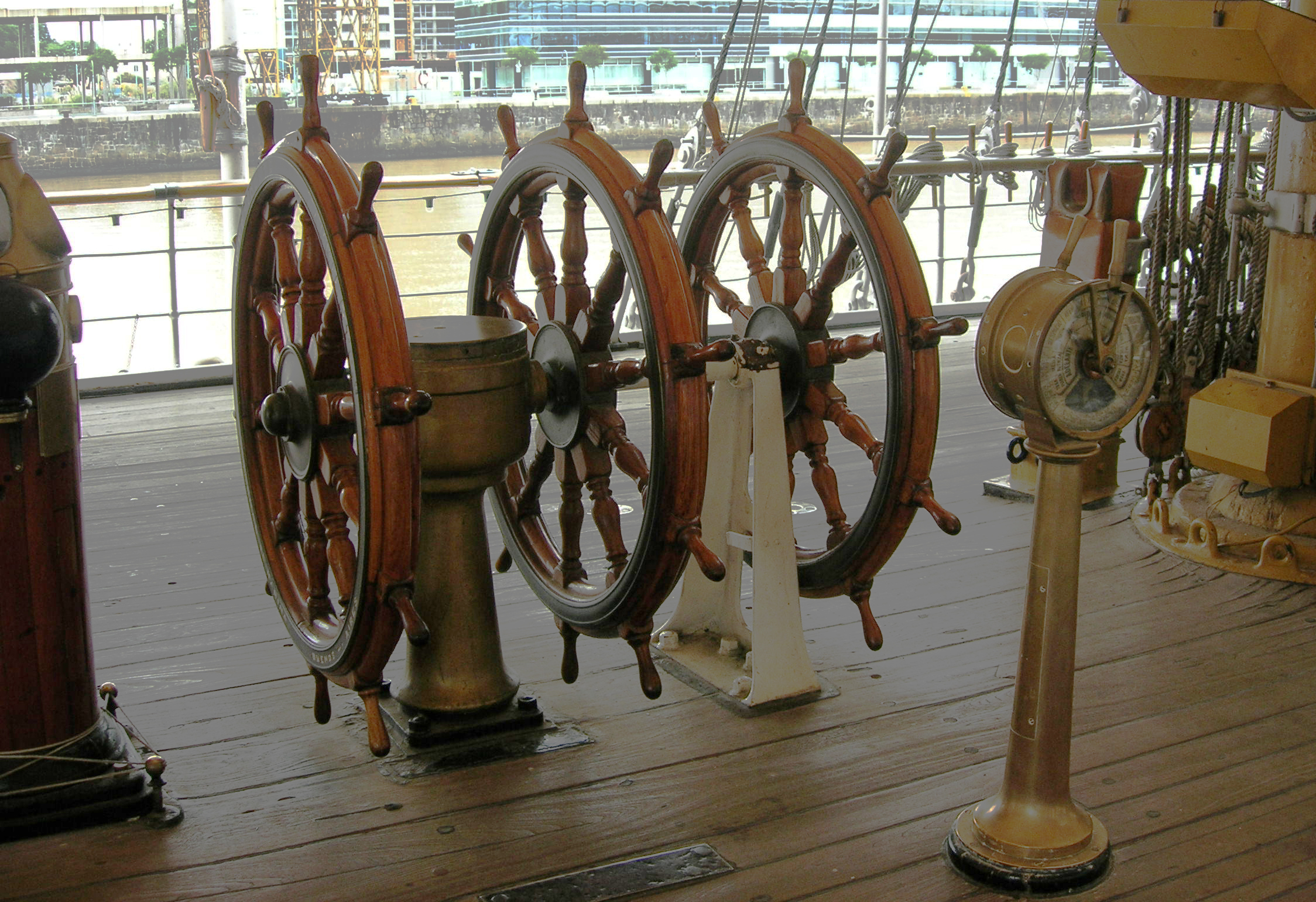
Судовой штурвал

Классический штурвал судна представляет собой колесо с рукоятками, соединённое приводами различных конструкций с судовым рулём. Вращение штурвала вызывает поворот пера руля (перекладку) на соответствующий угол, чем достигается поворот судна.
Первый штурвал появился в 1595 году (по некоторым источникам, в 1605 году), когда со стапеля города Хорн сошёл первый флейт. О нидерландском происхождении слова «штурвал» говорит также само название рулевого колеса, stuur переводят с голландского как «руль», а wiel — «колесо». До этого для управления рулём на крупных судах использовался особый длинный рычаг, уходящий под палубу, и именуемый колдершток (другое название Абатунда), а на малых судах обходились одним лишь румпелем. С ростом размеров парусных судов и увеличением усилия, необходимого для перекладки руля, стали устанавливать спаренные и строенные штурвалы, предназначенные для работы нескольких матросов-рулевых.
В XIX веке для передачи вращения от штурвала к рулю стали применять рулевые машины и диаметр штурвала резко уменьшился.
В XX веке с началом применения в кораблестроении гидравлических и электрических приводов управления рулём штурвальное колесо стало частично вытесняться кнопочными устройствами перекладки руля и джойстиками.

## Штурвал летательных аппаратов

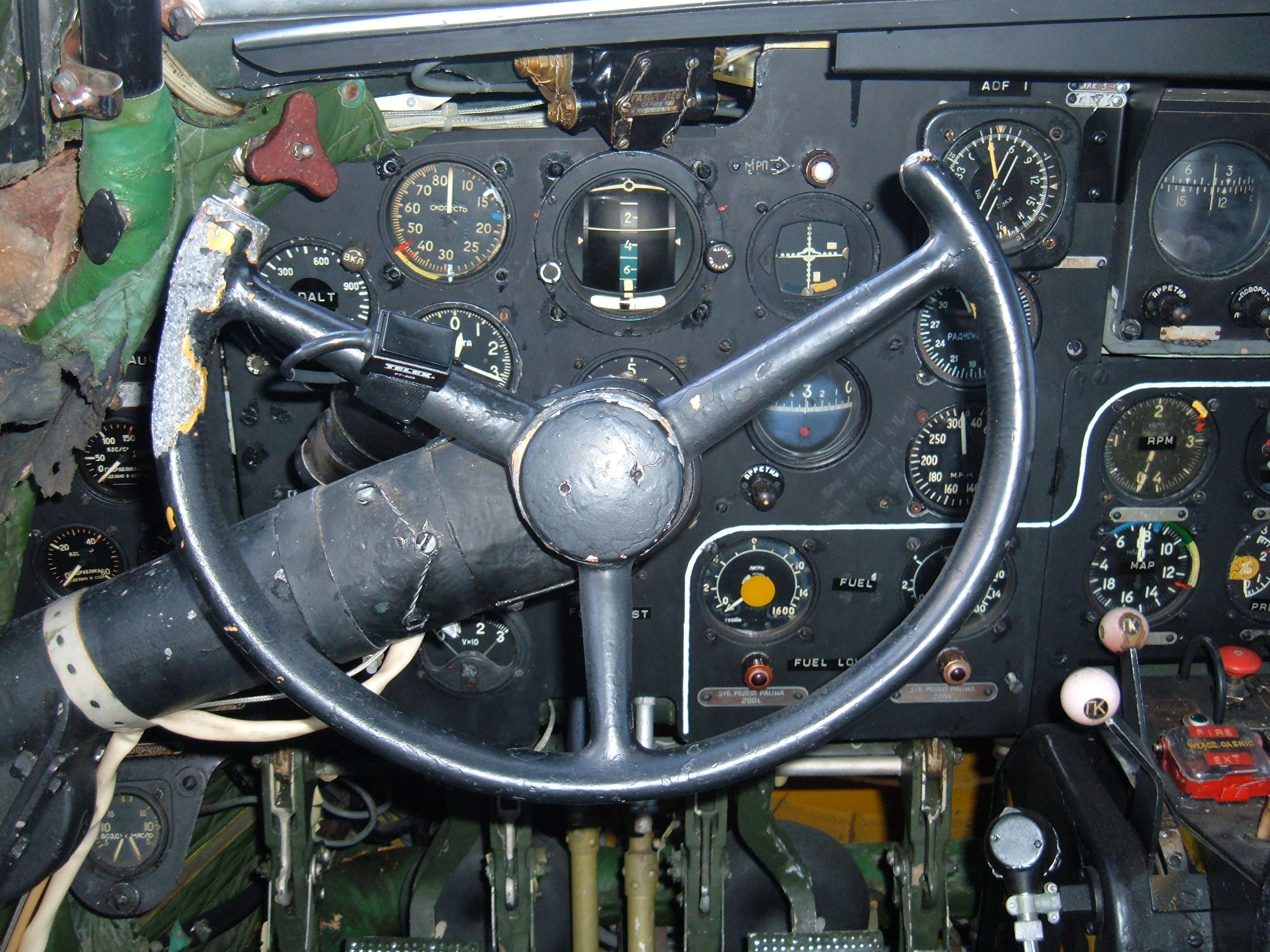
Штурвал самолета Ил-14

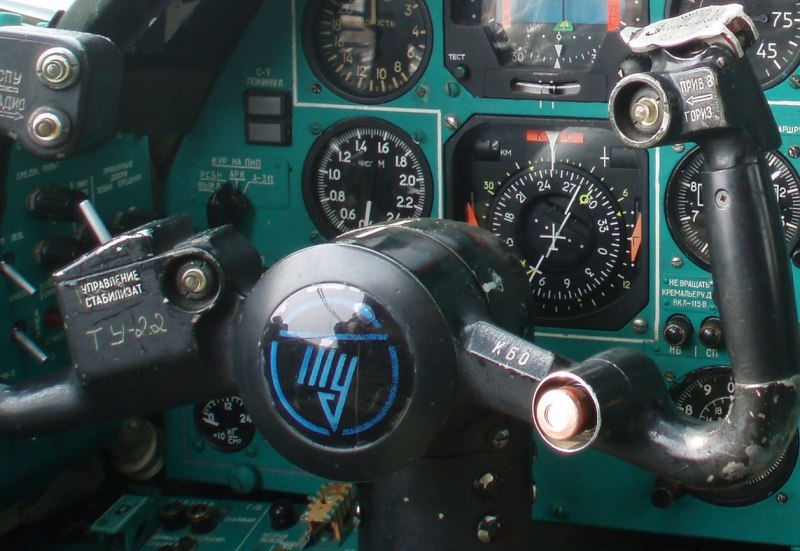
Ту-22М3, штурвал командира корабля

Штурвал — орган управления самолётом по осям крена и тангажа:
- поворотами штурвала отклоняются крыльевые элероны, и самолёт управляется по крену
- отклонение штурвала пилотом от себя/на себя приводит в действие рули высоты либо элевоны и изменяет угол тангажа самолета

Примечание: строго говоря, под понятием «отклонение штурвала» имеют в виду наклон «баранки штурвала» или «рогов штурвала» для управления самолётом по крену. Для управления по тангажу выполняют перемещение вперёд-назад «колонки штурвала» или «штурвальной колонки».
Передача от штурвала на элероны и рули высоты может быть механической (на лёгких и малоскоростных самолетах), гидравлической или электродистанционной (на тяжёлых самолетах). Штурвал устанавливается (как правило, хотя и не всегда) на многомоторных и относительно тяжёлых самолетах. Выбор авиаконструктора между штурвалом и ручкой управления самолётом (РУС) зависит от ряда факторов, и нередко можно наблюдать штурвал в кабине лёгкого одномоторного самолёта (например, Cessna 172, Cessna 182). В то же время вместо традиционного для тяжёлых самолетов штурвала на стратегическом бомбардировщике Ту-160 установлена центральная РУС, а боковая ручка — сайдстик (← англ. sidestick) — применяется на пассажирских реактивных лайнерах Airbus А320, Airbus А380, Sukhoi Superjet 100.
На штурвале могут располагаться и дополнительные переключатели и органы управления: клавиши управления радиосвязью, управление триммером; такое их расположение предоставляет удобство для пилота, так как он может управлять этими системами, не снимая рук со штурвала. Также могут располагаться и таблицы с важной справочной информацией для пилота (критические скорости самолёта, регистрационный номер).

## Галерея

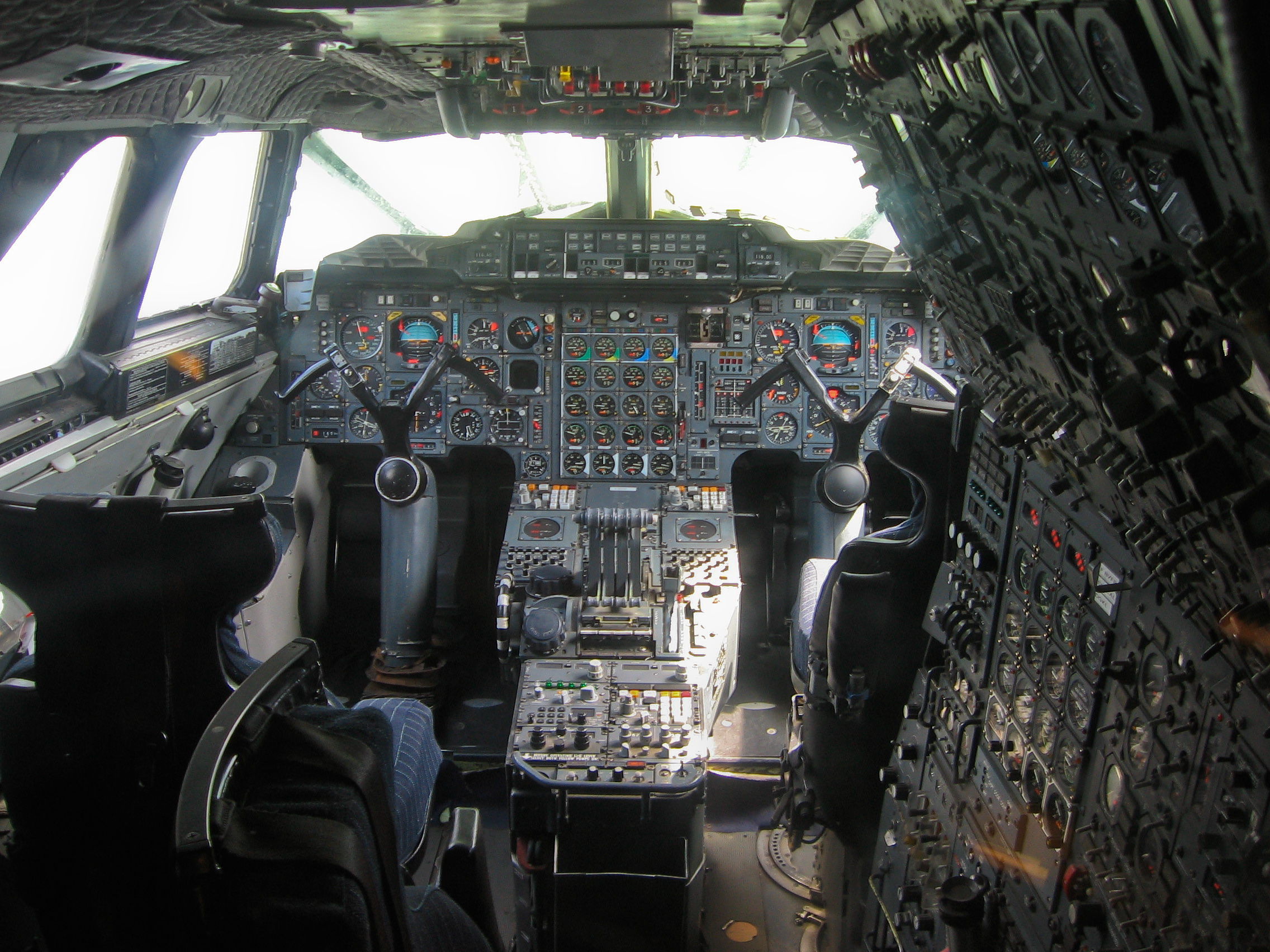
Штурвалы сверхзвукового лайнера «Конкорд»
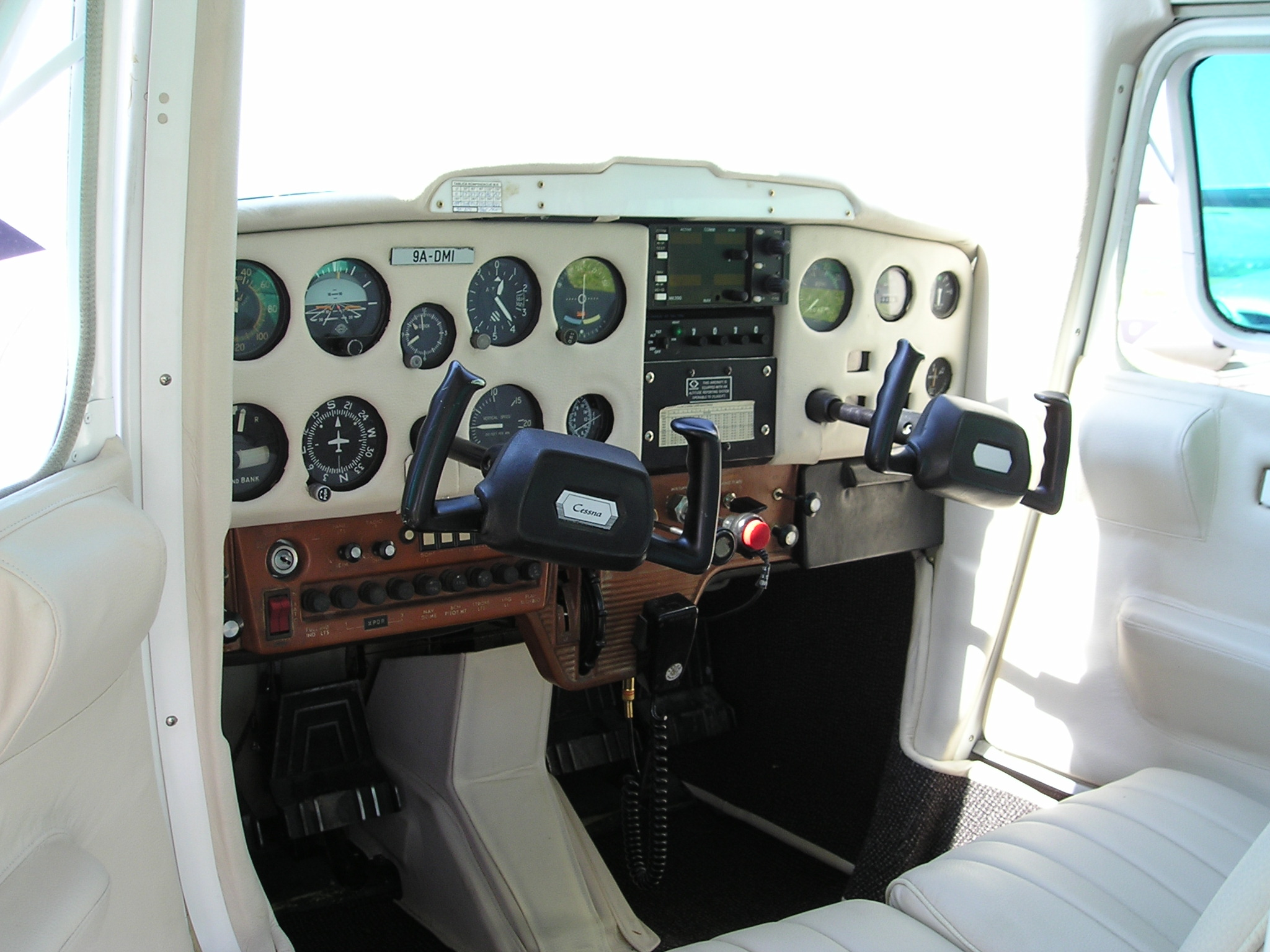
Штурвалы в кабине лёгкого самолёта Cessna 152
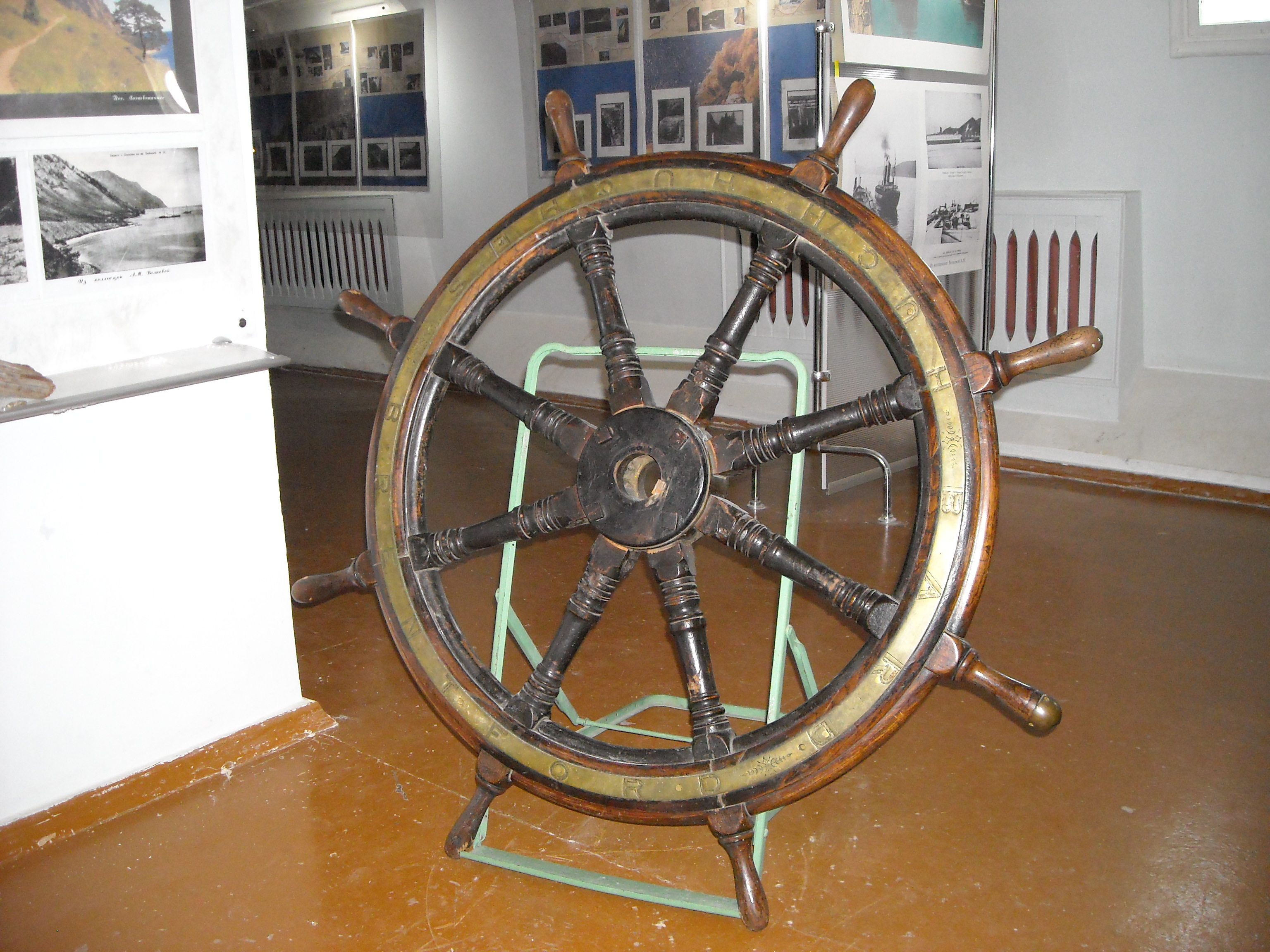
Штурвал ледокола «Ангара» в музее на его борту
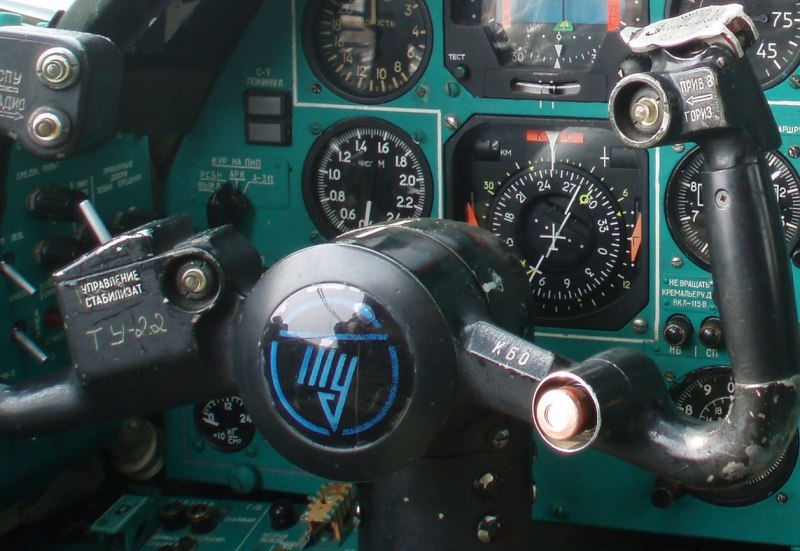

## Символ
| Символ | Юникод | Название    |
| ------ | ------ | ----------- |
| ⎈      | U+2388 | helm symbol |